# 뉴 오타와 아레나
뉴 오타와 아레나(영어: New Ottawa Arena)는 캐나다 온타리오주 오타와에 위치한 개장 예정인 종합 경기장이다. NHL 오타와 세너터스의 홈경기장으로 사용할 예정이다.